# Elizabeth Fry
Elizabeth Fry (Norwich, 21 de mayo de 1780 - Ramsgate, 12 de octubre de 1845) fue una activista, enfermera y cuáquera inglesa, de reconocido activismo a favor de la reforma de las prisiones.
Elizabeth Fry fue una de las principales impulsoras hacia una legislación que asegure un tratamiento más humano en las cárceles de Inglaterra, e incluso en otros países de Europa. Visitó cárceles de toda Europa, leyéndoles la biblia a las presas, enseñándoles a coser y proveyéndoles a todos los reclusos libros. Con toda la información recogida, elaboró un informe titulado A Inquiry into prison discipline que pudo leer en 1818 ante la Cámara de los Comunes, la Cámara de los Lores y ante la reina Victoria.
Sobre 1820 creó la primera escuela de cuidadoras del mundo, que se convertiría en referente para las posteriores escuelas de enfermería.
Su rostro figuró en los billetes de cinco libras esterlinas entre 2001 y 2016, cuando se introdujeron los nuevos con el rostro de Winston Churchill.